# Stratocrazia
Stratocrazia (dal greco στρατός "esercito", e κράτος "potere") o governo militare indica una forma di governo in cui il potere è detenuto dalla classe militare. Il concetto generale di "stratocrazia" non deve essere confuso con quello di dittatura militare, la cui portata semantica è più ristretta. Del resto quando si parla di stratocrazia si fa riferimento ad uno stato democratico, governato dal potere militare, a differenza di una dittatura totalitaria.